# Ástika y nástika
En idioma sánscrito, los términos āstika (‘que cree en la existencia’) y nāstika (‘que no cree en la existencia’) se utilizan para clasificar ―desde el punto de vista de las religiones hinduistas― tanto doctrinas como personas.
El término āstika (‘espiritualista’, en sánscrito) es el que utilizan los teístas hinduistas para referirse a las religiones y personas dhármicas, que aceptan la autoridad de los cuatro Vedas ―textos épicos y mitológicos, pero no filosóficos―, los Upanishad y los Puranas como escrituras supremas reveladas e irrefutables.
Por esta definición, se clasifican como escuelas ástika u ortodoxas las doctrinas
niaia,
vaisesika,
sāṃkhya,
ioga,
purva-mimamsa y
vedanta.
Las religiones ástika se oponen a las religiones nástika, consideradas no teístas (o heterodoxas):
budismo,
chárvaka y
yainismo.
El término nāstika (‘que [cree que] no existe’ en sánscrito), es un término utilizado en el hinduismo para referirse a las escuelas filosóficas y movimientos religiosos que no aceptan la autoridad de los cuatro Vedas ―textos épico-mitológicos, pero no filosóficos― como la verdad suprema, haya sido esta revelada o no. La palabra nástika supone el contrario de ástika.

## Nombre y etimología
- āstika y nāstika, en el sistema AITS (alfabeto internacional para la transliteración del sánscrito).
- आस्तिक y नास्तिक en escritura devanagari del sánscrito.
- Pronunciación:
  - [aastíka] y [naastíka] en sánscrito[3]
  - [ástika] y [nástika] en inglés, y en varios idiomas modernos de la India.

### Significado
Āstika es un adjetivo y sustantivo sánscrito que deriva de asti (‘es’, ‘existe’) y significa ‘piadoso’ (que tiene fe religiosa), ‘que cree que [Dios] existe’; o ‘que cree en la existencia [del alma, de alguna deidad, de otro mundo, etc.]’.
Nāstika (na: partícula negativa; y āstika) es el antónimo de ástika, y literalmente significa ‘que no cree’, ‘no creyente’, ‘no piadoso’ o ‘impío’. En el contexto de las religiones dhármicas, nástika se refiere a no creer en la autoridad de las escrituras sagradas.
En los idiomas indios modernos, ástika y nástika generalmente significan teísta y ateo, respectivamente. Pero en la literatura sánscrita, ástika significa ‘alguien que cree en la autoridad de los cuatro Vedas’. En ese sentido, son ástikas las seis escuelas ortodoxas hinduistas ―que no creen en textos épicos no filosóficos, sino en los Upanishad― y la filosofía atea chárvaka.
Otro significado de ástika es ‘alguien que cree en la vida tras la muerte’. En ese sentido, los yainistas y los budistas son ástikas, ya que creen en la vida después de la muerte. En cambio las seis escuelas ortodoxas y la filosofía atea chárvaka son nástikas.
Las doctrinas clásicas de la India suelen atribuir a las filosofías nástikas un mismo origen védico o brahmánico, por lo que coloquialmente se las nombra como filosofías ateas, pero su significado más preciso es que son religiones basadas en los textos védicos, aunque a la vez rechazan la autoridad total de estos textos, mediante un escepticismo metódico, agnóstico o científico.

## Ortodoxia y heterodoxia en sánscrito
En el idioma sánscrito, los términos «ortodoxia» y «heterodoxia» se pueden decir de la siguiente manera:
- sát-patha o sátpath: ‘eterno sendero’, manera o conducta buena o correcta, doctrina ortodoxa (según el Majábharata).
- samiag-drishti: completamente vidente’, que posee la creencia correcta, ortodoxo.
- smarta: acto, rito o pensamiento de acuerdo con el smriti (la tradición), ortodoxo, legal.
- sát-tarka: doctrina ortodoxa (según el Bhágavata-purana, del siglo XI d. C.), siendo sat: ‘eterno (correcto)’ y tarka: ‘análisis’.
- asát-tarka: doctrina no ortodoxa (según el Bhágavata-purana).
- apa-siddhanta: ‘contra la ortodoxia’, afirmación o declaración opuesta a las enseñanzas ortodoxas o el dogma establecido.
- páshanda o páshandi: hereje, hipócrita, impostor, uno que asume las características de un hinduista ortodoxo’: un yaina, un budista, un lokaiata).

## Uso común en Occidente
Con uso divulgativo el término ástika se asocia al concepto de teísta, mientras que nástika se traduce como ateo, sin embargo esta interpretación difiere del uso del término en las doctrinas hinduistas.

Los seguidores del tantra son a veces denominados como nāstika por los defensores de la tradición védica. El término nāstika no denota a un ateo. Se aplica solo a quienes no creen en los Vedas. Los sāṅkhias y los mīmāṃsakas no creen en Dios, pero sí creen en los Vedas y por lo tanto no son nāstikas. Los budistas, jainistas y chārvākas no creen en los Vedas, por lo tanto son nāstikas.
Bhatta Acharia